# Philosoph

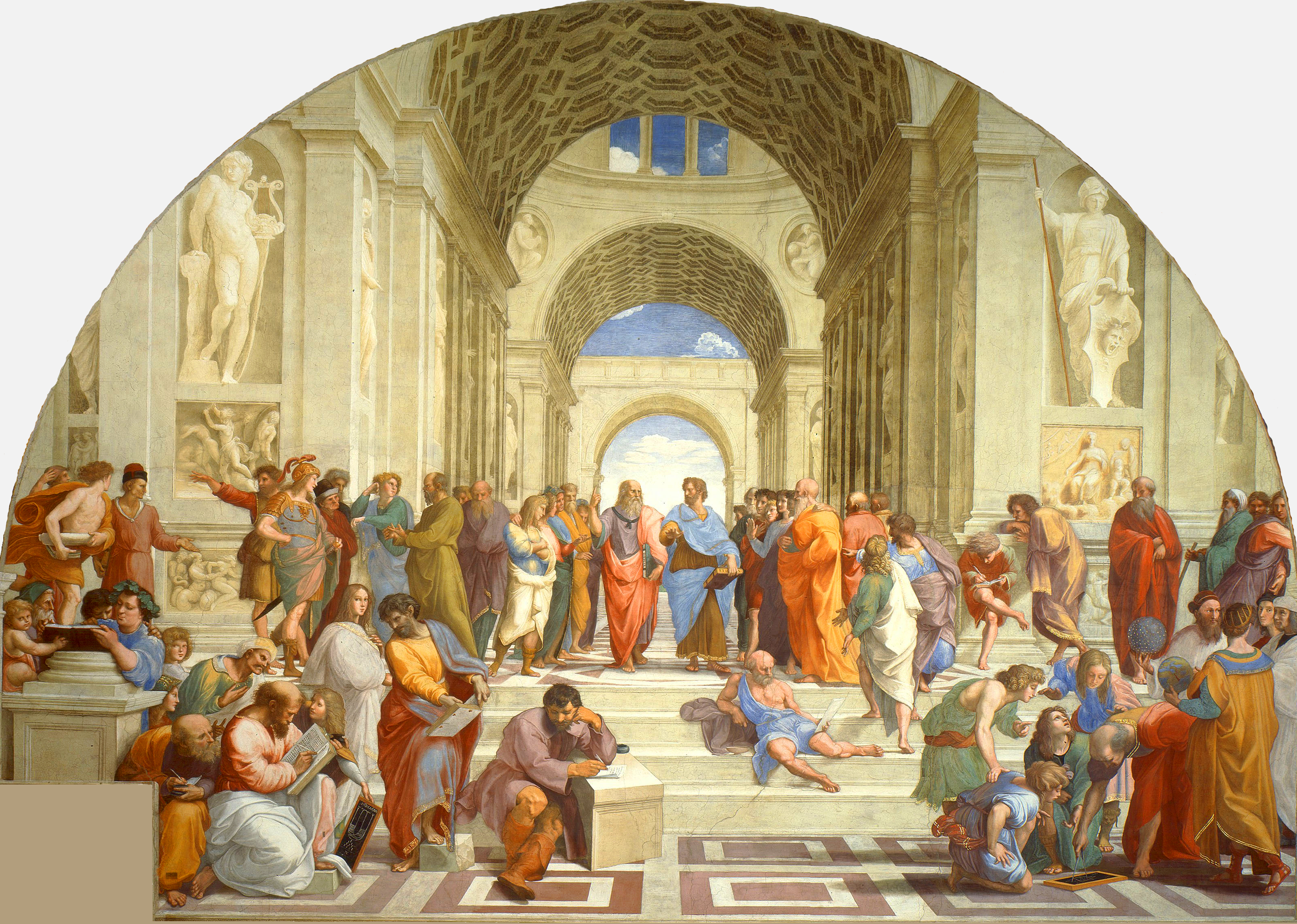
Die Schule von Athen. Raffael, 1511

Ein Philosoph (wie lateinisch philosophus von griechisch φιλόσοφος philósophos „Freund der Weisheit; Gelehrter“) oder sinngemäß Denker ist ein Mensch, der danach strebt, Antworten auf grundlegende (Sinn-)Fragen über die Welt, über den Menschen und dessen Verhältnis zu seiner Umwelt zu finden. Ferner wird damit jemand mit praktischer Lebensklugheit bezeichnet, ebenso Vertreter der wissenschaftlichen (bzw. akademischen) Philosophie.

## Wer oder was ein Philosoph ist

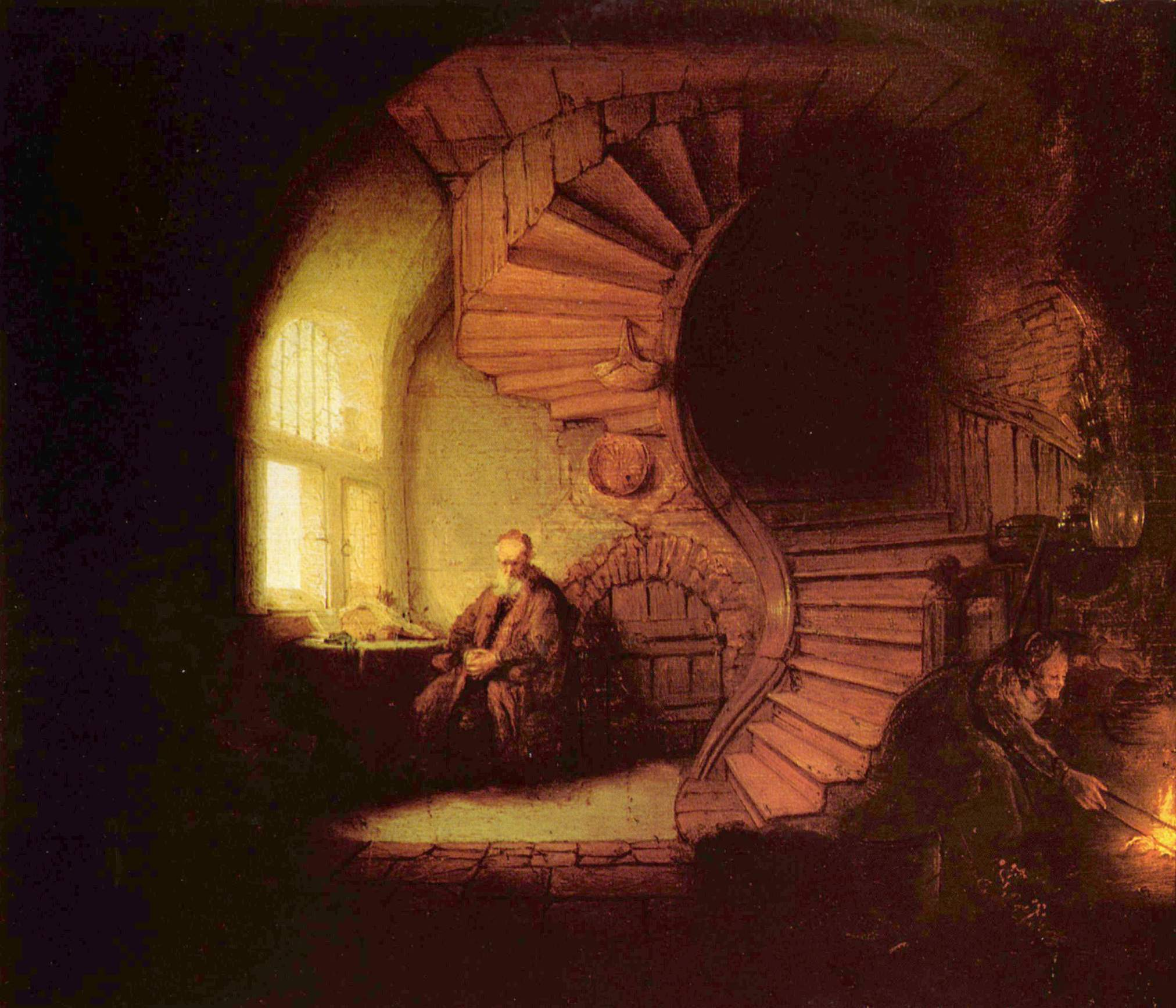
Rembrandt van Rijn, Der Philosoph (1633) – eine Verbildlichung des Klischees des weltfremden Philosophen im Elfenbeinturm – nach einer anderen Interpretation: der neuzeitliche Philosoph, der statt des Wegs nach oben, der nur ins Dunkle führt, sich von dem Licht der Welt erleuchten lässt, das als empirische Erkenntnis von außen zu ihm dringt

Die Frage, wer ein Philosoph sei, lässt sich unter verschiedenen Gesichtspunkten beantworten. Ob ein Philosophiewissenschaftler zugleich als ein Philosoph anzusehen ist, ist zumindest umstritten. Schon Arthur Schopenhauer kritisierte die Universitätsphilosophie mit den Worten: Wenige Philosophen sind Professoren der Philosophie gewesen, und noch weniger Professoren der Philosophie Philosophen … In der Tat steht dem Selbstdenker diese Bestellung zum Universitätsprofessor mehr im Wege als jede andere. Nach dieser Auffassung ist wie bei Politikern und Politologen auch zwischen Philosophen und Philosophiewissenschaftlern zu unterscheiden. Während die einen Politik oder Philosophie praktisch betreiben, untersuchen und systematisieren die anderen auf Grundlage eines entsprechenden Studiums die Arbeit der „Praktiker“. Für viele metaphysisch, bzw. idealistisch orientierte Philosophen gilt die Bezeichnung „Philosoph“ ausschließlich für Denker wie Platon, Aristoteles und Kant und diejenigen Philosophen, die ihnen auf ihrem Weg folgen. Wenn man Whitehead folgen möchte, handelt es sich hier um die Mehrheit der Philosophen.
Der Gegenstandsbereich der Philosophie ist enzyklopädisch nicht einheitlich bestimmt und war in der Geschichte der Philosophie Veränderungen unterworfen. Entsprechend wird der Terminus „Philosoph“ auf Denker variabel angewendet. Einen Vorschlag von Raoul Richter – bei dem die Philosophie da angefangen haben soll, wo der Respekt aufhörte – aus einem seiner Volkshochschulvorträge modulierend anwendend, kann gesagt werden, der Philosoph sei eine Unbekannte. Diese Unbekannte könne jedoch mit Hilfe der zwei Bekannten, nämlich alle Philosophen und dem Terminus Philosoph, herausgerechnet werden. Er empfahl diese Rechnung zu probieren, um zu sehen, was herauskomme.
Die altgriechische Geschichte des Terminus weist für die Bedeutung „Philosoph“ auch Bezeichnungen wie Sophos oder Sophist bzw. Skeptiker aus. Alle drei Bezeichnungen galten für Menschen, die seit Homer die Welt nicht mehr mit der Schicksalsergebenheit ihrer Vorfahren hinnahmen und mit Hilfe religiöser Kulte den Götterhimmel gnädig stimmen wollten.
Sie kümmerten sich stattdessen darum, sich Kenntnisse und Fähigkeiten anzueignen, die ihr Leben verbessern sollten. Sie galten als die Nachdenklichen, die sich allem interessiert zuwendeten und sich auf Fragen oft als Kundige in der Sache erwiesen. Sie entwickelten sich zu Meistern von Handwerk, Musik, Reden, Kunst und Sport und bildeten darin auch andere zu Meistern aus.
Außerdem dienten sie mit Ratschlägen zur Lebensgestaltung, die sie z. B. bei Homer gefunden, vom Orakel in Delphi gehört oder selber erprobt hatten: Die im Umlauf befindlichen Lebensweisheiten, die Sprüche der „sieben Weisen“, – wie z. B. Erkenne dich selbst – sind Beispiele dafür.
Da es in der Antike kein alles beherrschendes religiöses Dogma gab, durften Philosophen ihre Weisheiten und Lehren ungehindert äußern, solange sie den Göttern in Reden und kultischen Ritualen Ehre erwiesen. Unterschiedliche Philosophien standen im olympischen Wettstreit miteinander und niemand war gezwungen dem anderen zuzustimmen.
Dies änderte sich, als Platon seine Ideenlehre verbreitete, die er als Schlüssel für eine wahre Philosophie hielt und die seinem Wunsch gemäß der Pluralität der philosophischen Meinungen ein Ende setzen sollte, um der Unsicherheit Sicherheit entgegenzusetzen. Zu seiner Idee passten die sophistischen Ideen nicht. Er bezeichnete daher Sophisten als Wortverdreher, die Diskussionen nicht um der Sache willen führten, sondern nur um ihre rhetorischen und dialektischen Kenntnisse unter Beweis zu stellen.
In Platons Dialogen tauchten diejenigen, denen es um die Wahrheit ging, als Freunde der Weisheit auf. Sie wurden mit dem Titel „Philosoph“ geehrt, also denen zugeordnet, die gelehrt und weise werden wollten. So wurde mit dem Streben nach Wahrheit eine Tendenz zum elitären Streben und elitärer Bedeutung verbunden, der auch die Pythagoreer beherrschte. Auch Aristoteles, der Platon folgte, nannte die Sophisten, die dieses Streben verwarfen, Philosophen des Scheins, die nur berühmt und reich werden wollten, an der Wahrheit aber nicht interessiert seien.
In der Folge dieser von Platon und Aristoteles lancierten Behauptungen waren die Sophisten wegen ihres Denkens und ihres Handelns bis ins 20. Jahrhundert hinein wegen ihres Denkens und wegen ihrer Moral verpönt.
Es ist Philologen des 17./18. Jahrhunderts zu danken, dass diese Diffamierung aufgedeckt wurde, sodass George Henry Lewes, John Grote und Hegel den bekannten und unbekannten diskreditierten Sophisten, die Korrektur des Sachverhaltes zugestehen konnten.
„Vor Perikles“, so stellte Hegel fest, „war das Bedürfnis der Bildung durch Denken eingetreten; die Menschen sollten in ihren Vorstellungen gebildet sein, dahin zweckten die Sophisten. Sie hatten das Amt der Bildung.“
Theodor Gomperz versuchte die Ehrenrettung der Sophisten, indem er sie mit zwei Berufsständen des ausgehenden 19. Jahrhunderts verglich: „Als Gelehrte waren die meisten von ihnen Universalgelehrte, als Rednern und Schriftstellern eignete ihnen die Schlagfertigkeit und stete Kampfbereitschaft unserer Journalisten und Literaten. Halb Professor und halb Journalist – durch diese Formel lässt sich der Sophist des fünften Jahrhunderts unserem Verständnis vielleicht am nächsten bringen.“
Den Skeptikern ist vergleichbare Anerkennung und Wiedergutmachung nicht zuteilgeworden. Man ignoriert bis heute ihren urphilosophischen, sensualistischen Ansatz, der sie davon zurückhielt, sich auf anderes als sinnlich Wahrnehmbares zu beziehen. Aus diesem Ansatz schlossen sie, dass letzte Antworten nicht möglich sind. Dass Menschen kein Kriterium für die Wahrheit haben, stellten auch Arkesilaos und Karneades, die Nachfolger Platons in der Akademie, fest und gründeten eine Tradition platonischer Skepsis.
Den Skeptikern wurde im 17. Jahrhundert zusätzlich unterstellt, dass sie Zweifler und daher Zerstörer der Wahrheit seien. Von da an, war Skepsis im öffentlichen Diskurs fest mit Zweifel liiert und wurde mehrheitlich so übernommen und weitergegeben. Die Behauptung, Skepsis sei identisch mit Zweifel, wurde entgegen der philologischen Möglichkeiten niemals zurückgenommen, sondern mit dem Kunstwort Skeptizist – das gelegentlich auch zum Schimpfwort mutierte – sogar auf die Spitze getrieben.
Die Redewendung „Ich bin skeptisch, ob …“ wird jedoch heute noch im urskeptischen Sinne von „Zurückhaltung“ verwendet. Man hat gute Chancen Irrtümer zu vermeiden, wenn man sich entschließt, nur das hinzunehmen, was man sich klar vorstellen kann, schrieb Anfang des 20. Jahrhunderts Richard Wahle.

## Antike Philosophen

### Griechische Philosophen
Pythagoras (570–510 v. Chr.) soll der erste gewesen sein, der sich Philosoph nannte. Davor war es üblich gewesen, weise Männer als σοφοί, σοφισταί (Xenoph., Memor. I, 11. Plat., Gorg. 508 A) zu bezeichnen. Der Terminus σοφος (sophos) kann mit der Kundige, bzw. der Erfahrene wiedergegeben werden. Als kundig und erfahren galt derjenige, der sich in Fragen des Lebens und den Traditionen der religiösen Feste, der Dichtung (Homer und Mythen) auskannte und über vielseitige Fähigkeiten verfügte, die für die demokratische Leitung der Polis, des Staates nützlich waren. Hippias von Elis, im 5. Jh. v. Chr., war ein bekannter Vertreter. Er zeichnete sich auf dem Gebiet des Handwerks, der Mathematik, Literatur und Rhetorik oft als der Beste aus. Seine Heimatstadt Elis errichtete ihm zu Ehren schon zu Lebzeiten ein Denkmal. Sophisten, wie Protagoras und Gorgias waren Philosophen dieser Art. Sie wurden von den Bürgern der griechischen Städte wegen ihrer Kenntnisse und Fähigkeiten geschätzt. Sie hielten Menschen für autonom und eigenverantwortlich. Sie waren Spezialisten für Sprache und öffentliche Reden. Man nannte sie deshalb Rhetoriker.
Platon (428/7–348/7 v. Chr.) weist dem Philosophen einen darüber hinausgehenden Schwerpunkt zu. Er wollte Unveränderliches und ewig geltende Werte finden. In seinem Symposion nannte er daher den einen Philosophen, der die Wahrheit, das Schöne und das Gute liebt und begehrt. Für Xenophon (430/25–355 v. Chr.) waren Philosophen Männer, die sich durch Nachdenken über Erfahrenes auszeichneten. Isokrates (436–338) bezeichnete seine Rhetorik als Philosophieren.
Unter den folgenden Philosophengenerationen verbreitete sich überwiegend sensualistisches, bzw. skeptisches Philosophieren. Im Unterschied zu Platon entschied man sich, von der Veränderlichkeit auszugehen und über das Handeln zu philosophieren. Platons Vorstellungen ewiger Ideen ließen sich auch in der platonischen Akademie nicht verwirklichen. Man neigte mehr und mehr skeptischen Sichten zu.
Der Kyniker Antisthenes (ca. 440–ca. 370) war ein skeptischer Philosoph, der das Handeln dem Reden vorzog. Kyniker (oder Zyniker), wie Diogenes von Sinope († 323), gaben Beispiele für ein bedürfnisloses Leben und wendeten sich gegen die Übel der Kultur. Sie sahen darin ihre Philosophie. Aristippos von Kyrene (435–355) befasste sich auch mit der Kunst des Handelns (Lebenskunst). Er stellte fest, dass Handeln und Ethik von der Sinneserfahrung und dem Wohlbefinden der Menschen abhängt. Die positive Funktion von Lust für Handeln und Denken ist von der Selbstbeherrschung abhängig (Hedonismus). Die älteren Stoiker (4. – 2. Jh. v. Chr.) philosophierten ebenso im Interesse der Lebenstüchtigkeit. Sie stellten dazu Überlegungen mit Bezug zu dem an, was sinnlich wahrnehmbar ist. Die Überlegungen sollten mit angenehmen Empfindungen verbunden sein.
Epikur (342–270 v. Chr.) und seine Gemeinschaft philosophierten über umfangreiche Konzepte zu Themen wie Wahrnehmen, über ethische und naturwissenschaftliche Fragen. Sie gingen, wie schon die Stoiker, ausschließlich von sinnlich Wahrnehmbarem und dem Nutzen angenehmer Empfindungen aus, um ein lebenswertes Leben führen zu können. Menschen sind autonom, sterblich und in der Lage, ihr Leben nach eigenen Maßstäben zu gestalten. Dies können sie erreichen, indem sie sich nach ihrem eigenen Wohlbefinden richten und ihre Ängste überwinden. So können sie gelassen auf die Veränderungen und Wechselfälle des Lebens reagieren.
Auch für den Skeptiker Pyrrhon von Elis (gest. 275) stellte sich die Frage, wie Menschen Gelassenheit lernen können, um auf ihrem wechselhaften Lebensweg zuversichtlich und eigenverantwortlich ihr Leben zu gestalten. Er soll empfohlen haben, sich nicht auf Bestimmtes festzulegen. Fast zweihundert Jahre später wurden seine Ideen von dem platonischen Skeptiker Ainesidemos wieder aufgegriffen und wieder 200 Jahre später von Sextus Empiricus in dessen skeptischen Veröffentlichungen als Essenz seines eigenen Philosophierens dargestellt.

### Römische Philosophen
Das antike griechische Philosophieren fand erst allmählich Anhänger unter den Römern. Zunächst und am meisten dasjenige, was dem herrschenden Staatssinn, sowie den römischen Tugendidealen entgegenkam und am besten zur römischen Volks- und Staatsreligion passte. Das war die Philosophie der sogenannten mittleren Stoa. Einer der ersten soll Panaitios von Rhodos (um 180–110) gewesen sein. Er gewann den jüngeren Scipio und Laelius für die Philosophie. Es folgten Poseidonios (gest. 51 v. Chr.) und Seneca (gest. 65 n. Chr.) Wie Panaitios fassten auch alle späteren Stoiker, die Philosophie rein praktisch auf, nämlich als gründlich bedachte Lebensgestaltung.
Sie philosophierten auf der Grundlage ihres sinnlichen Wahrnehmens. Verlässliche Vorstellungen für Handeln und Denken ergaben sich aus ihrer Sicht durch wiederholtes Wahrnehmen von Dingen und Sachverhalten im Abgleich mit eigenen und fremden Beobachtungen. Das Ergebnis wurde Evidenz genannt. Aus dieser Evidenz zogen die Stoiker z. B. den Schluss, dass jeder Mensch sich von Geburt an seiner Natur entsprechend verhalte. Das Denken, bzw. die Vernunft könne diesen natürlichen Antrieb unterstützen oder ihn stören. Der richtige Gebrauch der Vernunft entscheide daher darüber, ob der Mensch ein gutes, d. h. lebenswertes Leben führen könne.
Nachdem die christliche Religion zur Staatsreligion geworden war, verbreiteten sich in der römischen Welt auch christliche Philosophien. Für die Verteidiger des Christentums, die Apologeten, sind wahre Philosophen christlich. Sie philosophierten für den christlichen Glauben gegen gnostische Lehren, wie z. B. Irenäus von Lyon. Sie diskutierten wie Clemens von Alexandria über griechische Philosophie, um gebildete Hellenen zu bekehren. Sie ersetzten die griechische und neuplatonische Kosmologie durch eine umfassende christliche, wie Origenes mit seiner Idee des ewigen Logos, der sich in der sichtbaren Welt entfalte oder Augustinus mit seiner Theorie vom Gottesstaat.
Auch die platonische Philosophie lebte wieder auf. Sie wurde im 3. Jh. von Plotin erfolgreich vertreten. Plotin führte das von Platon entworfene Konzept der Ideen und der Wahrheit fort. Für ihn gab es das Eine, ein nicht-sinnliches Prinzip, das Ursache und Zentrum alles Vorhandenen sei. Der Mensch müsse sich durch seine Lebensführung mit diesem Einen verbinden, um vollendet menschlich handeln zu können. Bei den Neuplatonikern haben Philosophen den Charakter von Theosophen.

## Mittelalterliche, neuzeitliche und moderne Philosophen
Zur wissenschaftlichen Philosophie mit metaphysischem Charakter gehören seit dem Mittelalter bis in die Gegenwart die Fragen nach dem Sein (Ontologie). Gefragt wird auf welche Weise der Mensch die Welt erkennt (Gnoseologie bzw. Erkenntnistheorie), oder danach, wie der Mensch moralisch gut handelt (Ethik und Pragmatik). Außerdem geht es um Methoden zu denken und wie man logisch korrekt argumentiert. Bis weit ins 20. Jahrhundert war man der Auffassung, dass Philosophen Grundlagen für alle anderen Wissenschaften legen sollten. Philosophen wollten das gesamte wissenschaftliche Wissen harmonisch zu einem Gesamtweltbild zusammenfassen. Hier ist in theoretischer und praktischer Hinsicht in Deutschland vor allem Kant zu erwähnen. Beispielhaft für die Jahrhundertwende vom 19. zum 20. Jahrhundert stehen dafür Max Scheler und andere Vertreter der Philosophischen Anthropologie. Das Projekt Philosophische Anthropologie gibt es heute nicht mehr. Es wurde im Verlauf des 20. Jahrhunderts durch Philosophien ersetzt, die sich mit der Sprache befassten.

### Philosophieren im Mittelalter
Der Beginn des Mittelalters wird von Historikern mit dem Ende des weströmischen Kaiserreiches um 600 n. Chr. datiert. Es dauerte ca. 1000 Jahre. Philosophiehistoriker (z. B. Kurt Flasch und Frederick Copleston) treten dafür ein, die mittelalterliche Philosophie nicht einfach als Theologie zu ignorieren.

„Man meinte, die Philosophie des Mittelalters hänge auf solche Weise und in solchem Ausmaß von der christlichen Theologie ab, dass jede eigene philosophische Überlegung ausgeschlossen werde.“

Kurt Flasch bemerkt dazu: Das Mittelalter war sicher keine Zeit „blühender Gedankenfreiheit“. Aber es wurde nicht monoton gedacht: „Ideenvielfalt und Theorienwechsel“ waren weder Philosophen noch kirchlichen Autoritäten fremd.

#### Philosophieren als Interpretieren von Texten
Philosophien entstanden, indem man ausgehend von Texten und Lebenslagen nach Antworten suchte. Philosophen – die in der Regel Theologen waren – lasen Texte von kirchlich anerkannten Autoritäten wie z. B. Boethius, Augustin, Isidor von Sevilla. Ihre Texte wurden interpretiert, diskutiert und dienten zur Klärung von Glaubens- und Lebensfragen. Im Rahmen christlicher Jenseitserwartungen und weit verbreiteten, neuplatonischen Ideen tendierten Kleriker und Laien zu Realitätsvorstellungen, die diese Erwartungen unterstützten.
Theorien über Denken, Geist, Natur, Welt … waren vorherrschende Themen der Philosophie. Diese wurden so bearbeitet, dass bekannte lateinische sprachliche Termini verwendet wurden. Darin wurden auch individuelle Auffassungen zum Ausdruck gebracht. Sofern es sich um Glaubensinhalte und theologische Aussagen handelte, waren diese nicht-sinnlich, also metaphysischer Art.

„Die Mittelalterliche Philosophie war vor allem Metaphysik.“

In den ersten Jahrhunderten bis in die Zeit der Scholastik waren die Texte des Augustinus und danach die des Thomas von Aquin Orientierung für Überlegungen, die im Rahmen der christlichen Lehre philosophisch erwünscht waren. Philosophen waren an die christliche Religion gebunden.
Mittelalterliche Philosophen interessierten sich wie die Philosophen der Antike für Lebensbedingungen und Fragen, die sich aus dem Alltag der Menschen ergaben. Man stellte Theorien über die Entstehung der Pest auf; überlegte, ob es vernünftig sei, wenn Christen Bilder verehren; fragte, ob es immer Sünde sei, wenn man Handel betreibe; ob der Mensch arbeiten müsse u. v. a. m. Diese Fragen entstanden an konkreten Situationen und hatten auch wieder Folgen im Alltag, wie beispielsweise in der Auseinandersetzung um die Interpretation von Widersprüchen in der Prädestinationslehre des Augustinus im 9. Jahrhundert, in die ein junger eigenwilliger Mönch namens Gottschalk von Orbais verwickelt war. In der Auseinandersetzung um seine Interpretation verlor er gegenüber der anderen Interpretation des Johannes Eriugena und der Entscheidung der kirchlichen Behörde, die ihre Interpretation zur geltenden machte. Gottschalk wurde lebenslang in ein Kloster verbannt.

#### Die originelle Gotteslehre des Johannes Eriugena
Innerhalb des Rahmens der autorisierten Texte waren auch Anknüpfungen an Realitätsvorstellungen vorchristlicher Philosophien möglich. Philosophen, die stets Theologen waren, entwickelten während der ersten mittelalterlichen Jahrhunderte Vorstellungen über die Welt und den Menschen, die oft weit über biblische hinausgingen. Zu diesen Philosophen wird Johannes Eriugena gerechnet, der zwischen Augustinus im 5. Jh. und Anselm von Canterbury im 12. Jh. als der bedeutendste gilt.
Er entwickelte ein christliches Konzept der Wirklichkeit, das zwischen sinnlich zugänglichen Kenntnissen und gläubigem Wissen unterschied. Zum gläubigen Wissen zählte für ihn neben den christlichen Inhalten auch das, was Menschen vermuten, wenn sie sich Ursachen bzw. Veränderungen erklären. Eine Auffassung wie sie 900 Jahre später wieder bei David Hume zu finden ist. Zutreffende Aussagen über Gott, also über Nicht-sinnliches, so Eriugena mit Bezug zu Platon, seien Menschen nicht möglich und sollten daher nur in „negativer“ Weise formuliert werden.
Eriugenas „negative Theologie“ wird – nachdem sie vom 11. Jh. an zu den verbotenen Texten zählte – aus kirchlicher Sicht heute gewürdigt:

„Die vielen von ihm (Eriugena) verwendeten Metaphern, um diese unaussprechliche Wirklichkeit (Gott) anzudeuten, beweisen, wie sehr er sich der absoluten Unangemessenheit der Begriffe bewußt ist, mit denen wir über diese Dinge sprechen.“

#### Philosophische Interpretationen und christliche Dogmatik
Das griechisch-augustinisch geprägte Philosophieren nach Art des Eriugena wurde im Laufe der Zeit nach ihm durch ein anderes Philosophieren ersetzt. Stellvertretend sind hier Anselm von Canterbury und Peter Abaelard zu nennen. Sie reflektierten den Zusammenhang zwischen der Funktion des logischen Denkens und der Bedeutung von Wörtern.
Es wurde immer wichtiger, in bestimmter und bestimmbarer Weise über Glauben, Wahrheit, Mensch, Welt und Natur denken und reden. Die Praxis des Interpretierens von Texten brachte kontinuierlich philosophische Variationen hervor, die die Prüfung im Kontext herrschender Lehrmeinungen und Dogmen bestehen mussten. Es kam dabei immer wieder zu Häresievorwürfen und Häresieprozessen gegen Einzelne.

#### Scholastisches Philosophieren
Es entstand die scholastische Philosophie, die sich dem Erfinden eines systematisch-philosophischen Gebäudes der christlichen Theologie widmete. Der bekannteste Vertreter ist Thomas von Aquin. Scholastische Philosophen entwickelten dabei ein Philosophieren, das von Begriffen und ihren Definitionen ausging. Dieses Philosophieverständnis wirkte bis in den Rationalismus der Aufklärung und darüber hinaus. In den scholastischen Disputen wurde jede Theorie streitbar verteidigt. In Streitgesprächen vertrat man die jeweils besten Argumente – dazu sollen auch Handgreiflichkeiten gehört haben – für die eigene Theorie und tat alles, um den Gegner als Verlierer erscheinen zu lassen.
In einem Lexikon des 18./19. Jahrhunderts wird die seit dem letzten Drittel des Mittelalters (12./13. Jh.) üblich gewordene Praxis des argumentierenden Philosophierens so dargestellt:

„Unbekümmert um die wahre Absicht, welche durch die Wissenschaften erreicht werden soll, setzten sie (die scholastischen Philosophen) ihren einzigen Ruhm in das Zusammenhäufen einer Menge unnützer und spitzfindiger Fragen, in die Erfindung paradoxer Sätze, unnützer Definitionen und Distinctionen, und in die Fertigkeit, aufgegebene Zweifel mit wahren oder scheinbaren Gründen sogleich zu lösen, oder den Gegner durch künstliche Wortspiele in Verlegenheit zu setzen.“

Auch dieses verbreitete Urteil könnte es wert sein, im Hinblick auf die Konstellation von Situationen, in denen philosophiert wurde, genauer untersucht zu werden. Möglicherweise müssen hier Veränderungen vorgenommen werden. Inzwischen wird auch die Bedeutung von Laien in der mittelalterlichen Philosophie vermutet.

#### Philosophische Ausbildung
Neben den Klosterschulen, die ihren Nachwuchs im Lateinischen ausbildeten, entstanden im Anschluss an die Umwälzungen des 11. Jahrhunderts eine Reihe von Universitäten. Zunächst studierte man die sieben freien Künste – Arithmetik, Geometrie, Astronomie, Musiktheorie, Grammatik, Logik und Rhetorik – dann konnte man mit Jura, Medizin oder Theologie fortfahren. Die Universitäten blieben unter regionaler kirchlicher Leitung bis 1400 prägend für die Entwicklung der Wissenschaften und der scholastischen Philosophie. „Die mittelalterliche Universität mit den facultates artium et theologiae bildete eine institutionellen Rahmen und einen intellektuellen Raum, in dem eine Ausübung des freien Denkens möglich war, und zwar in einer außergewöhnlichen Intensitität.“
Die Theologie wurde an diesen Universitäten als die „Königin aller Wissenschaften“ aufgefasst. Diese hatten von den Wahrheiten der christlichen Religion auszugehen. Zur Theologie gehörte die philosophische Reflexion, die durch die Rezeption der Schriften des Aristoteles gefördert wurde. Gläubigen Studenten konnte man theologische Wahrheiten zum Glauben anbieten, nichtgläubige Studenten mussten durch rationale, nachvollziehbare Wahrheiten überzeugt werden. Es wurden dazu didaktische Überlegungen entwickelt, die den Lehrern empfahlen, ihren Stoff nach Vorbild des mathematischen Denkens, also durch Beweise anzubieten.
Diese auf Beweisen und Argumentieren beruhende Lehrmethode beschrieb Alanus von Lille (gest.1203) in seiner Schrift „Über die Kunst des katholischen Glaubens“: „Der Autor beginnt mit Definitionen der Termini, mit Axiomen, die als aus sich heraus verständliche wahre Voraussetzungen begriffen werden, und mit gewissen Postulaten; und dann versucht er, in einer logischen Ordnung die Wahrheiten abzuleiten, die sich auf Gott, die Schöpfung, die Erlösung, die Sakramente und die Auferstehung beziehen.“ Er räumte allerdings ein, dass seine Lehrmethode mangelhaft ist, weil sie nicht mit strengen Beweisen arbeiten kann. Trotzdem solle diese Methode so perfekt wie möglich verfolgt werden, damit der katholische Glauben als der Wahre erscheine. Hier wird christliche Apologetik zur Wissenschaftstheorie und Wissenschaftsdidaktik. Dies sei vergleichbar mit Hegels Versuch, „den philosophischen Gehalt der christlichen Lehre zu offenbaren“.

#### Historische Forschung und Philosophieren
In den Philosophiegeschichten, die erst mit Beginn des 17. Jahrhunderts und später verfasst wurden, wurden Quellen unabhängig vom historischen Kontext und Alltag interpretiert, in dem sie entstanden waren. So entwickelte sich bis in die Gegenwart ein Bild der mittelalterlichen Philosophie, das für das Mittelalter einige wenige großer Themen umfasste: u. a. „Nominalismus“ oder „Realismus“, „Augustinismus“ oder „Aristotelismus“.
Philosophiehistoriker, die neuzeitlich geprägten Kriterien folgen, nennen zwei Merkmale der mittelalterlichen Philosophie: Philosophie trage zur Einheit von Glauben und Wissen bei und agiere so als Wegbereiter (Magd) der Theologie. Außerdem ging man davon aus, dass sich – passend zu religiös motivierten Vorstellungen – die Überzeugung verbreitete, den Geist als hervorstechendes Merkmal des Menschen aufzufassen.
Neue Forschungen aus der 2. Hälfte des 20. Jahrhunderts ergaben, dass das philosophische Denken im Mittelalter weit mehr Aspekte bereit hielt. Anstatt weniger großer Themen, wurden viele entdeckt. Historiker schlugen vor, Texte zukünftig stets in ihrem historischen und sprachlichen Zusammenhang zu interpretieren, anstatt Sichten der Gegenwart der Vergangenheit überzustülpen. Es sei notwendig, „die Entstehungsbedingungen philosophischer Ideen und Argumente zu studieren“, bevor sie bewertet werden.

### Philosophieren in der Renaissance
In der Renaissance verändert sich das scholastische Weltbild. Die Geographie zeigt dies beispielhaft: Alte biblische Weltkarten wurden durch solche ersetzt, die navigations- und glaubenstauglich waren. Es wurden tradierte Werte in Frage gestellt, neue Antworten für ökonomische (Fugger), soziale (Abbau des Feudalismus), naturwissenschaftliche (Kopernikus, Kepler, Galilei) Fragen gefunden.
Der Philosoph und Historiker Kurt Flasch stellt fest:

„Dass man neue Wege einschlagen müsse, um die Natur und die Gesellschaft zu begreifen, das war um 1450 für einen nachdenklichen Beobachter, der sich die radikalsten Analysen nicht vom Leibe hielt, wohl zu erkennen.“

Das philosophische Denken der Renaissance – so Wolfgang Röd in seiner Philosophiegeschichte – stelle sich überwiegend als das Erproben von Denkmöglichkeiten dar. Auch „Die Orientierung an Autoritäten gilt … als anrüchig.“ Philosophen gründeten ihre Antworten verstärkt auf Erfahrung, einschließlich eigener Schlussfolgerungen, oder hauptsächlich auf den Intellekt (Geist) und dessen Fähigkeiten. Dabei scheinen die Denkmöglichkeiten davon geprägt, wie stark sich der einzelne Philosoph an scholastische Denktraditionen gebunden fühlt.

#### Philosophie des Intellektes
Stellvertretend für intellektuelles Denken – in Distanz zum Glauben – ist der im Dreißigjährigen Krieg erfahrene René Descartes (1596–1650) zu nennen, der mit seinem vom Zweifelhaften ausgehenden Anfang, dem sich wandelnden Zeitgeist entsprach und Generationen von Philosophen der Neuzeit zu eigenen im Intellekt verankerten Philosophien anregte. Das Philosophieren der Renaissance ist intellektuell so weit gespannt, dass einerseits der Leib-Seele-Dualismus – z. B. von Descartes – behauptet, andererseits verneint wurde – z. B. stellt Petrus Pomponatius (gest. 1525) fest, dass Seele und Körper zwei untrennbare Substanzen seien. Schon vor ihm hatte Biagio Pelacani da Parma (gest. 1416) in seinen „Fragen über die Seele“ (Quaestiones de anima) erläutert: „Man kann nicht evident beweisen, dass im Menschen eine Seele ist, die sich vom Stoff trennen lässt.“ Auch die von Descartes für seine Theorie in Anspruch genommene Gottesidee, war durch Biagos Feststellung, ‚das Dasein Gottes ist unbeweisbar‘- sie erinnert an Ockham und Autrecourt – bereits fragwürdig für den Wert in Descartes’ Theorie geworden. Die Cartesianischen Begriffe, Definitionen und das System haben vor diesem historischen Hintergrund ein eigenes Leben und erscheinen einseitig. Worin diese Einseitigkeit besteht, darüber sind sich die Zeitgenossen nicht einig. Jacobus Revius (1586–1658), reformierter Theologe der Universität Leiden kritisierte während einer Disputation bestimmte Elemente von Descartes’ Philosophie und sein Kollege, der Theologieprofessor Jacobus Trigland (1583–1654), bezichtigte ihn der Gotteslästerung. Die Leidener Fakultätsvertreter der Theologie und Philosophie forderten ihn daher auf, sich an die aristotelische Philosophie zu halten.

#### Philosophisches Denken in der Kunst
Leonardo da Vinci sei wichtig, um die Lage der Philosophie um 1500 zu charakterisieren, meint Kurt Flasch. Man habe ihn zwar aus den Reihen der Philosophen gedrängt, doch lasse sich aus seinen vielfältigen Tätigkeiten und Interessen auf sein unermüdliches Denken und Forschen schließen. Die Vielfalt des Denkens und Forschens sei bezeichnend für Philosophen der Renaissance. Leonardo möchte die Malerei mit ihren Techniken als neue Wissenschaft demonstrieren, nachdem die scholastische Philosophie samt ihren Begriffskonstruktionen untergegangen war. Für seine ästhetische Wissenschaft entwickelt er sensualistische Konzepte. Er legt Wert auf eigenständiges Denken und lehnt es ab Autoritäten zu folgen. Er möchte nur Schüler seiner eigenen Erfahrung sein; mit anderen Worten, er möchte seinen eigenen Wahrnehmungen trauen, um auf diese Weise der Wirklichkeit näher zu kommen, als die scholastischen Philosophen bisher. Gott wird zwar nicht abgelehnt, aber als Erklärung für Naturphänomene darf Gott nicht mehr verdrängen, was wahrgenommen werden kann.

#### Philosophieren und Kausalität
Philosophen beschäftigten sich auf neue Weise vor allem mit Erfahrungen von Naturphänomenen und kausalen Erklärungen, die den Rückgriff auf scholastisches Denken überflüssig machen sollten. Erfahrung ist in dieser Zeit ein weitreichender Terminus, der nicht nur Erfahrung durch die Sinne meint, sondern sich auf Erfahrungen unterschiedlichster Quellen wie Magie, Alchemie und Okkultem bezieht. Das Denken folgt hier gnostischen Wegen. Dies führte zu einer Fülle von Spekulationen, die teilweise geheimes Wissen behaupteten und mit philosophischen Mitteln verteidigt werden. Die „Liebe zu Mysterien und Weistümern, zu Alchemie, Magie, Kabbalistik, zur Theosophie und zum Okkultismus“ ist typisch für viele Renaissance-Philosophen. Neuplatonische Auffassungen vom unsichtbaren Wirken der Weltseele spielten dabei eine zentrale Rolle. D. h. die Bedeutung des Ganzen, des All-Einen für den Menschen und die Natur werden mit einbezogen.

#### Philosophieren ohne tradierte Lehrmeinung
Der Philosoph Agrippa von Nettesheim (1486–1535) ist ein Beispiel für die neuartigen Bemühungen um ein neues Weltbild. Er hatte mit seiner Schrift „Über die Fragwürdigkeit und Nichtigkeit der Wissenschaften“ zu intensiven Diskussionen über die Möglichkeiten einer Wissenschaft ohne tradierte Lehrmeinungen angeregt. Nettesheim entschied sich gegen die Tradition für die Magie. Diese Magie ist der Glaube, dass in dem Wirken der Natur Gott verborgen ist und der Glaube, dass sich dieser Glaube durch Naturerfahrung erforschen und so enträtseln lässt.
Als junger Philosoph fasste er unter dem Titel >Über die verborgene Philosophie< (>De occulta philosophia<) die in seiner Zeit bekannten naturphilosophischen Auffassungen in einem Kompendium zusammen, das in Handschriften kursierte. Er beschrieb darin das Wirken der Geister in der Materie und die natürlichen Kräfte. Ebenso die Wirkung von Giften, Steinen, Blicken, Gesten und die möglichen Vorhersagen aus verschiedenen Naturerscheinungen. Ferner die magischen Einflüsse von Sonne, Mond und Sternzeichen, sowie die den Himmel und die Erde verbindende Weltseele. Nettesheim bot für diese Phänomene aus seiner Sicht treffende intellektuelle Erklärungen an. Dabei ging er von der Annahme verborgener, kausal wirksamer Kräfte in den Dingen aus, die „durch Beobachtung und Vermutung zu erforschen“ sind. Dies entsprach seiner Vorstellung eines Philosophierens, das von Erfahrung ausgeht. Für seine magische Sichtweise und die magischen Praktiken betrachtete er die christliche Theologie als Grundlage. Dieses Werk wurde über drei Jahrhunderte intensiv rezipiert.

#### Mystische und magische Erklärungsmodelle
Andere Philosophen, wie Paracelsus (1493–1541), beziehen ihre Erklärungen für natürliche Phänomene fast ausschließlich auf mystische und magische Naturvorstellungen, die experimentell erforscht werden. Paracelsus entwickelte zu diesem Zweck zwei verschiedene Philosophien, nämlich eine „irdische und himmlische Philosophie“. Die irdische Philosophie erforsche die Geheimnisse der Natur, die himmlische Philosophie das Geheimnis des göttlichen Wirkens mit der Natur, die den Menschen lehrt, mit den Augen Gottes zu sehen, dass dieser in allen Dingen gegenwärtig und wirksam ist.
Die irdische Philosophie untersucht – genauer gesagt – die „Geister der Elemente“, die in der Natur und auch im Menschen agieren. Die Elemente (Erde, Wasser, Luft, Himmel) nennt Paracelsus auch „Matrix“, sie sind Macher, Anfang, Kraft und Geist. Dies alles lehrt nach Paracelsus die Erfahrung. Die Erforschung der Elemente führt zu Gott zurück, der das alles begründet und dem Menschen zugänglich macht. Die irdische und himmlische Philosophie ergänzen sich, indem sie das Zusammenwirken und Verbundensein von Makrokosmos und Mikrokosmos feststellen. Die „Große und die Kleine Welt, der Kosmos und der Mensch entsprechen sich gegenseitig, und eines versteht sich aus dem anderen.“
Mystisch, so Kuno Fischer, sei diese Art von magischer Naturerforschung deshalb zu nennen, weil die „Mystik die tiefere und dauernde Form“ dieser Magie ist: Sie sucht auf „sicherem Weg, der immer wieder zu neuen Entdeckungen führt“. Sowohl Magie als auch Mystik lehnen darum jedes Bücher- und Schulwissen ab, wie auch bei Nettesheim deutlich ist. Magische und mystische Wissenschaften sind laut ihrer Vertreter sichere Methoden, weil sie im Glauben verankert sind und so Erfahrung möglich machen. Dies findet sich auch in der Theosophie wieder. Sie haben eine lange Tradition und wurden von der Kirche neben der scholastischen Philosophie immer akzeptiert. Jakob Böhme (1575–1624) ist der bedeutendste dieser Mystiker.

#### Erneuerung der Wissenschaft
Francis Bacon (1561–1626) kritisiert die intellektuellen, magischen und religiösen Kausalitätstheorien seiner Zeitgenossen als Rückfall in scholastisches Denken. Die Behauptung von kausal wirkenden Kräfte in den Dingen sind für ihn genauso unbrauchbar, wie die scholastischen Erklärungen, von denen sie stammten, wie Bacon meinte. Scholastiker hatten jahrhundertelang ein „inneres Wesen der Dinge“ gelehrt, das von den Philosophen der Renaissance durch den Terminus ‚Kräfte’ ersetzt wurde.
Bacon verweist vor allem auf die „schmale empirische Basis“, aus der Philosophen „voreilige Schlüsse auf allgemeine Prinzipien in den Dingen“ ziehen, und macht dafür auch die universitäre Ausbildung verantwortlich: „Die Vorlesungen und Übungen sind so eingerichtet, daß es niemandem so leicht einfällt, etwas anderes als das Herkömmliche zu denken und zu betrachten.“

#### Humanistisches Philosophieren
Philosophen klammern jenseitsbezogene Fragen zunehmend aus. Gott wird zwar nicht geleugnet, aber anstelle neuer Theologien werden Wissenschaften vom Menschen erfunden, die z. B. den „selbstwirksamen Menschen“ zum Gestalter der Welt, der Wissenschaft und seines Lebens erklären. Humanistische Studien, wie sie z. B. schon Francesco Petrarca (1304–1374) angeregt hatte, forschen auf Gebieten verschiedener Gesellschaftswissenschaften und erklären den Menschen zum Mittelpunkt und Anlass allen Philosophierens. Dieses zentrale Philosophieren der Renaissance über die Rolle und Fähigkeiten des Menschen lässt sich auch bei Humanisten wie Erasmus von Rotterdam (ca. 1466–1536) nachlesen. Er bezeichnete in seinen Schlussfolgerungen über den Zustand der Kultur seiner Zeit die Gelehrten und Philosophen als ‚Narren’ und die Kritik Luthers (1483–1546) im Unterschied zur katholischen Mehrheit für zutreffend, ohne die Reformation gutzuheißen.

#### Skeptisches Philosophieren
Es machte sich außerdem eine Art von Menschenwissenschaft bemerkbar, die sich als essayistische Philosophie zeigte. Montaigne (1533–1592) ist einer ihrer bekanntesten Vertreter. Er entwickelt kein Lehrsystem, sondern philosophiert vom konkreten Fall ausgehend, anstatt von dogmatischen Überlegungen her, wie es jahrhundertelang üblich gewesen war.
Er hat die zu seiner Zeit nach Jahrhunderten erstmals wieder veröffentlichten skeptischen Schriften des Sextus Empiricus gelesen und die pyrrhonische Skepsis geteilt. Im Wesentlichen herrscht in der Forschung Einigkeit darüber, dass Montaigne der Skepsis des Sextus Empiricus, Pyrrhons und der platonischen Akademie folgte. Seine geistige Grundstimmung scheint durchgängig skeptisch gewesen zu sein. Seine kritischen Auffassungen und sein nicht-wissenschaftlicher Schreibstil werden in philosophiehistorischen Darstellungen als skeptische und weitergehend als unphilosophische abgelehnt.
Montaignes Denken kreist in den Essais um die Frage „Wie soll ich leben?“ Seine Antworten sind ausgehend von Lebenssituationen Beiträge zu einer Kunst des Lebens, die aus seiner Sicht auch Pyrrhon für das zentrale Thema der Philosophie hält.
Menschen, so Montaigne, fällen wissenschaftliche und alltägliche Urteile abhängig von ihrem ‚lebensweltlichen Bezugssystem’, d. h. sie orientieren sich an bereits vorhandenen Urteilen der Kultur. Dieses Übernehmen vorhandener Urteile – auch Vorurteile oder Wissen genannt – entsteht aus einem komplexen Erleben. Das Wissen erweist sich daher lediglich als „krankhafte“ Meinung oder wie Montaigne formuliert: „Wissen ist eine menschliche Pest.“ Montaigne versucht dennoch, das zu erfassen, was sich stets verändernd immer wieder entzieht. Es ist ein Erfassen in Resümees und Mustern, die nur vorläufig gültig sind. Philosophen können nur das von ihnen erfasste Vorläufige wiedergeben, zur Diskussion stellen und davon abweichende Konzepte akzeptieren. Dies führe zu einem Dialog unter Philosophen, der zur Lebensgestaltung Einzelner beitragen könne.

## Kritische Stimmen
Diejenigen, die sich beruflich mit der akademischen Disziplin der Philosophie beschäftigen, werden heute im Allgemeinen als Philosophen bezeichnet. In einigen Fällen möchten sich diese aber selbst nicht als solche sehen. Prominente Beispiele hierfür sind Hannah Arendt und Michel Foucault, welche sich selbst lediglich als politische Theoretikerin respektive als Kritiker bezeichneten, oder Jürgen Habermas, der sein Hauptwerk eher soziologisch als philosophisch versteht. Der „Philosoph wider Willen“ Karl Popper distanzierte sich mehrmals von einer „Berufsphilosophie“, deren Vertreter er als „Fachphilosophen“ bezeichnete.
Es gab auch Beispiele für Philosophen, die nicht als solche in akademische Zusammenhänge eingebunden sind. Historisch bekannte Beispiele sind David Hume, Sören Kierkegaard, Arthur Schopenhauer, Friedrich Nietzsche, Gottlob Frege und Albert Camus.